# Kreuzcousinenheirat
Kreuzcousinenheirat bezeichnet ethnosoziologisch die Cousinenheirat eines Mannes mit seiner kreuzverwandten Cousine: die Verwandtenheirat mit der Tochter seiner Tante väterlicherseits (der Vaterschwester) oder mit der Tochter seines Onkels mütterlicherseits (des Mutterbruders, Oheims). Die Kreuz-Verwandtschaft besteht darin, dass die eine Mutter und der andere Vater beider Ehepartner Geschwister unterschiedlichen Geschlechts sind. Demgegenüber sind bei einer Parallelcousinenheirat zwei Elternteile der Ehepartner Geschwister gleichen Geschlechts (Parallelverwandtschaft): meistens zwei verbrüderte Väter (siehe Bint-ʿamm-Heirat), seltener zwei verschwisterte Mütter.

## Schaubild
Im folgenden Schaubild sind für den Sohn nur zwei Töchter der insgesamt vier Elterngeschwister kreuzverwandt und deshalb als Ehepartner interessant:
|                             |                             |                             |                             |                             |                             |  |  |                             |                             |                             |                             |                             |                             |  |  |         |         |         |         |         |         |      |      |          |          |          |          |          |          |  |  |                                 |                                 |                                 |                                 |                                 |                                 |  |  |                           |                           |                           |                           |                           |                           |
|                             |                             |                             |                             |                             |                             |  |  |                             |                             |                             |                             |                             |                             |  |  |         |         |         |         |         |         |      |      |          |          |          |          |          |          |  |  |                                 |                                 |                                 |                                 |                                 |                                 |  |  |                           |                           |                           |                           |                           |                           |
| Vaterschwester Kreuztante ♀ | Vaterschwester Kreuztante ♀ | Vaterschwester Kreuztante ♀ | Vaterschwester Kreuztante ♀ | Vaterschwester Kreuztante ♀ | Vaterschwester Kreuztante ♀ |  |  | Vaterbruder Parallelonkel ♂ | Vaterbruder Parallelonkel ♂ | Vaterbruder Parallelonkel ♂ | Vaterbruder Parallelonkel ♂ | Vaterbruder Parallelonkel ♂ | Vaterbruder Parallelonkel ♂ |  |  | Vater ♂ | Vater ♂ | Vater ♂ | Vater ♂ | Vater ♂ | Vater ♂ |      |      | Mutter ♀ | Mutter ♀ | Mutter ♀ | Mutter ♀ | Mutter ♀ | Mutter ♀ |  |  | Mutterschwester ♀ Paralleltante | Mutterschwester ♀ Paralleltante | Mutterschwester ♀ Paralleltante | Mutterschwester ♀ Paralleltante | Mutterschwester ♀ Paralleltante | Mutterschwester ♀ Paralleltante |  |  | Mutterbruder ♂ Kreuzonkel | Mutterbruder ♂ Kreuzonkel | Mutterbruder ♂ Kreuzonkel | Mutterbruder ♂ Kreuzonkel | Mutterbruder ♂ Kreuzonkel | Mutterbruder ♂ Kreuzonkel |
| Vaterschwester Kreuztante ♀ | Vaterschwester Kreuztante ♀ | Vaterschwester Kreuztante ♀ | Vaterschwester Kreuztante ♀ | Vaterschwester Kreuztante ♀ | Vaterschwester Kreuztante ♀ |  |  | Vaterbruder Parallelonkel ♂ | Vaterbruder Parallelonkel ♂ | Vaterbruder Parallelonkel ♂ | Vaterbruder Parallelonkel ♂ | Vaterbruder Parallelonkel ♂ | Vaterbruder Parallelonkel ♂ |  |  | Vater ♂ | Vater ♂ | Vater ♂ | Vater ♂ | Vater ♂ | Vater ♂ |      |      | Mutter ♀ | Mutter ♀ | Mutter ♀ | Mutter ♀ | Mutter ♀ | Mutter ♀ |  |  | Mutterschwester ♀ Paralleltante | Mutterschwester ♀ Paralleltante | Mutterschwester ♀ Paralleltante | Mutterschwester ♀ Paralleltante | Mutterschwester ♀ Paralleltante | Mutterschwester ♀ Paralleltante |  |  | Mutterbruder ♂ Kreuzonkel | Mutterbruder ♂ Kreuzonkel | Mutterbruder ♂ Kreuzonkel | Mutterbruder ♂ Kreuzonkel | Mutterbruder ♂ Kreuzonkel | Mutterbruder ♂ Kreuzonkel |
|                             |                             |                             |                             |                             |                             |  |  |                             |                             |                             |                             |                             |                             |  |  |         |         |         |         |         |         |      |      |          |          |          |          |          |          |  |  |                                 |                                 |                                 |                                 |                                 |                                 |  |  |                           |                           |                           |                           |                           |                           |
| Tochter = Kreuzcousine      | Tochter = Kreuzcousine      | Tochter = Kreuzcousine      | Tochter = Kreuzcousine      | Tochter = Kreuzcousine      | Tochter = Kreuzcousine      |  |  | Töchter & Söhne = parallel  | Töchter & Söhne = parallel  | Töchter & Söhne = parallel  | Töchter & Söhne = parallel  | Töchter & Söhne = parallel  | Töchter & Söhne = parallel  |  |  |         |         |         |         | Sohn    | Sohn    | Sohn | Sohn | Sohn     | Sohn     |          |          |          |          |  |  | Töchter & Söhne = parallel      | Töchter & Söhne = parallel      | Töchter & Söhne = parallel      | Töchter & Söhne = parallel      | Töchter & Söhne = parallel      | Töchter & Söhne = parallel      |  |  | Tochter = Kreuzcousine    | Tochter = Kreuzcousine    | Tochter = Kreuzcousine    | Tochter = Kreuzcousine    | Tochter = Kreuzcousine    | Tochter = Kreuzcousine    |
| Tochter = Kreuzcousine      | Tochter = Kreuzcousine      | Tochter = Kreuzcousine      | Tochter = Kreuzcousine      | Tochter = Kreuzcousine      | Tochter = Kreuzcousine      |  |  | Töchter & Söhne = parallel  | Töchter & Söhne = parallel  | Töchter & Söhne = parallel  | Töchter & Söhne = parallel  | Töchter & Söhne = parallel  | Töchter & Söhne = parallel  |  |  |         |         |         |         | Sohn    | Sohn    | Sohn | Sohn | Sohn     | Sohn     |          |          |          |          |  |  | Töchter & Söhne = parallel      | Töchter & Söhne = parallel      | Töchter & Söhne = parallel      | Töchter & Söhne = parallel      | Töchter & Söhne = parallel      | Töchter & Söhne = parallel      |  |  | Tochter = Kreuzcousine    | Tochter = Kreuzcousine    | Tochter = Kreuzcousine    | Tochter = Kreuzcousine    | Tochter = Kreuzcousine    | Tochter = Kreuzcousine    |
|                             |                             |                             |                             |                             |                             |  |  |                             |                             |                             |                             |                             |                             |  |  |         |         |         |         |         |         |      |      |          |          |          |          |          |          |  |  |                                 |                                 |                                 |                                 |                                 |                                 |  |  |                           |                           |                           |                           |                           |                           |
|                             |                             |                             |                             |                             |                             |  |  |                             |                             |                             |                             |                             |                             |  |  |         |         |         |         |         |         |      |      |          |          |          |          |          |          |  |  |                                 |                                 |                                 |                                 |                                 |                                 |  |  |                           |                           |                           |                           |                           |                           |

In der Mitte der Anordnung steht die Kernfamilie aus Vater, Mutter und Sohn, daneben die Geschwister der Eltern mit ihren Töchtern, den Cousinen des Sohns; der Sohn ist seinerseits als Kreuzcousin der mögliche Ehepartner für seine beiden Kreuzcousinen, wobei die Entscheidung für die Tochter seiner Vaterschwester oder seines Mutterbruders vom jeweiligen kulturellen Hintergrund abhängt.
Im Falle einer Tochter (statt des abgebildeten Sohnes) ändert sich nichts im Schaubild außer dem Geschlecht der Partner: Für sie kommen die Kreuzcousins in Frage, die Söhne von Kreuztante oder Kreuzonkel.

## Verbreitung
Die Heirat der Vaterschwester-Tochter ist bei vielen der etwa 160 Ethnien, die sich nach der mütterseitigen Abstammung organisieren (matrilinear), die empfohlene oder sogar vorgeschriebene Heiratsregel; bei den fast 600 patrilinearen, an der Väterlinie orientierte Ethnien gibt es nur wenige, die eine Kreuzcousine bevorzugen, in ihrem Fall die Mutterbruder-Tochter.
Die Cousinenheirat – auch entfernteren Grades – ist weltweit verbreitet, vor allem im arabischen und darüber hinaus im islamischen Kulturraum (siehe Verwandtenheirat), bei vielen der weltweit 1300 Ethnien und indigenen Völkern, und wurde auch für viele Stämme und Völker der Vergangenheit belegt. Fast alle Kulturen unterscheiden dabei genau zwischen erlaubten und sogar erwünschten Verbindungen entweder zu Kreuz- oder zu Parallelcousinen und dem nicht erwünschten Gegenteil (Heiratsverbote und -gebote). Ein Grund für die Bevorzugung von Kreuzcousinen liegt darin, dass viele Ethnien parallele Cousins und Cousinen – also die Kinder des Vaterbruders oder der Mutterschwester – als gleichgestellt zu eigenen Geschwistern sehen und diese deshalb nicht heiraten wollen oder sollen: Sie gehören „zur Familie“ und kommen deshalb nicht als Ehepartner in Betracht (Inzestverbot, exogames Heiratsgebot). Die Kinder der Vaterschwester leben jedoch in patrilokalen Gesellschaften in einem anderen Clan und sind daher heiratsfähig.

## Erforschung
Der französische Ethnologe Claude Lévi-Strauss zeigte 1948 in seiner ethnosoziologischen Theorie der „Allianzbildung“ zwischen Abstammungsgruppen (unilinearen Deszendenzgruppen: einlinigen Familienverbänden, Lineages, Clans), dass wechselseitiges Heiraten von Kreuzcousinen der Stärkung des gemeinsamen Bündnisses zwischen zwei oder mehreren Abstammungsgruppen dient. Demgegenüber gehören zwei parallelverwandte Elternteile meist dem gleichen Familienverband an, wobei sich dann durch die Verheiratung ihrer Kinder eine Stärkung der eigenen Abstammungsgruppe ergibt, aber keine Verbundenheit zu einer anderen Gruppe. So ist in der arabisch-islamischen Welt die Parallelcousinenheirat mit der Tochter des Vaterbruders (Bint ʿamm) sehr verbreitet, weil es den familiären Zusammenhalt der verbrüderten Väter stärkt und beide Kleinfamilien in derselben Großfamilie hält (ein endogames Heiratsgebot der „Innenheirat“).

## Beispiele
Die jüdische Bankiersfamilie der Rothschilds pflegte Cousinenheiraten über viele Generationen, so auch die Nachkommen des hanseatischen Unternehmers Johann Henry Schröder.
Ein bekanntes Beispiel für aufeinanderfolgende Kreuzcousinenheiraten findet sich in dem britischen Erfolgsroman Wuthering Heights (Die Sturmhöhe) von Emily Brontë, den sie 1847 unter dem Pseudonym Ellis Bell veröffentlichte: Darin heiratet die junge Catherine den Linton, er ist der Sohn der Schwester ihres Vaters; aus Lintons Perspektive handelt es sich damit um eine Heirat mit der Tochter des Mutterbruders (über Kreuz). Catherines Tochter heiratet schließlich ihren Kreuzcousin Hareton, den Sohn des Bruders ihrer Mutter.
Bei den afrikanischen Akan-Völkern hat die Kreuzcousinenheirat in ihrem Mutterrecht eine große Bedeutung. Ein weiteres Beispiel sind die Nambikwara im brasilianischen Mato Grosso do Sul.
Die Heirat der Parallelcousine wird in der arabischen Welt und darüber hinaus im islamischen Kulturraum bevorzugt: mit der Bint ʿamm, Tochter des Onkels väterlicherseits, des Bruders des Vaters (siehe auch Verwandtenheirat).

## Erbkrankheitsrisiken
Genetische Beratungsstellen weisen auch in den betroffenen Ländern darauf hin, dass Kinder von eng blutsverwandten Paaren ein größeres Risiko einer Erbkrankheit oder Behinderung haben als Kinder nicht verwandter Paare. Dieses Risiko ist bei einer Verbindung zwischen Cousin und Cousine 1. Grades mit 6 Prozent doppelt so hoch und steigt durch wiederholtes Heiraten der blutsverwandten Nachkommen untereinander (siehe dazu Erbkrankheitsrisiken).